# 西長倉村
西長倉村（にしながくらむら）は長野県北佐久郡にあった村。現在の軽井沢町の西半にあたる。

## 地理
- 山：浅間山、小浅間山、石尊山

## 歴史
- 1889年（明治22年）4月1日 - 町村制の施行により、追分村・発地村および長倉村の一部（成沢新田・油井）の区域をもって発足。
- 1942年（昭和17年）5月8日 - 軽井沢町に編入。同日西長倉村廃止。

## 交通

### 鉄道路線
- 鉄道省
  - 信越本線（現・しなの鉄道線）
    - 信濃追分駅

現在は旧村域を北陸新幹線が通過するが、当時は未開業。

### 道路
- 国道18号

## 遺構

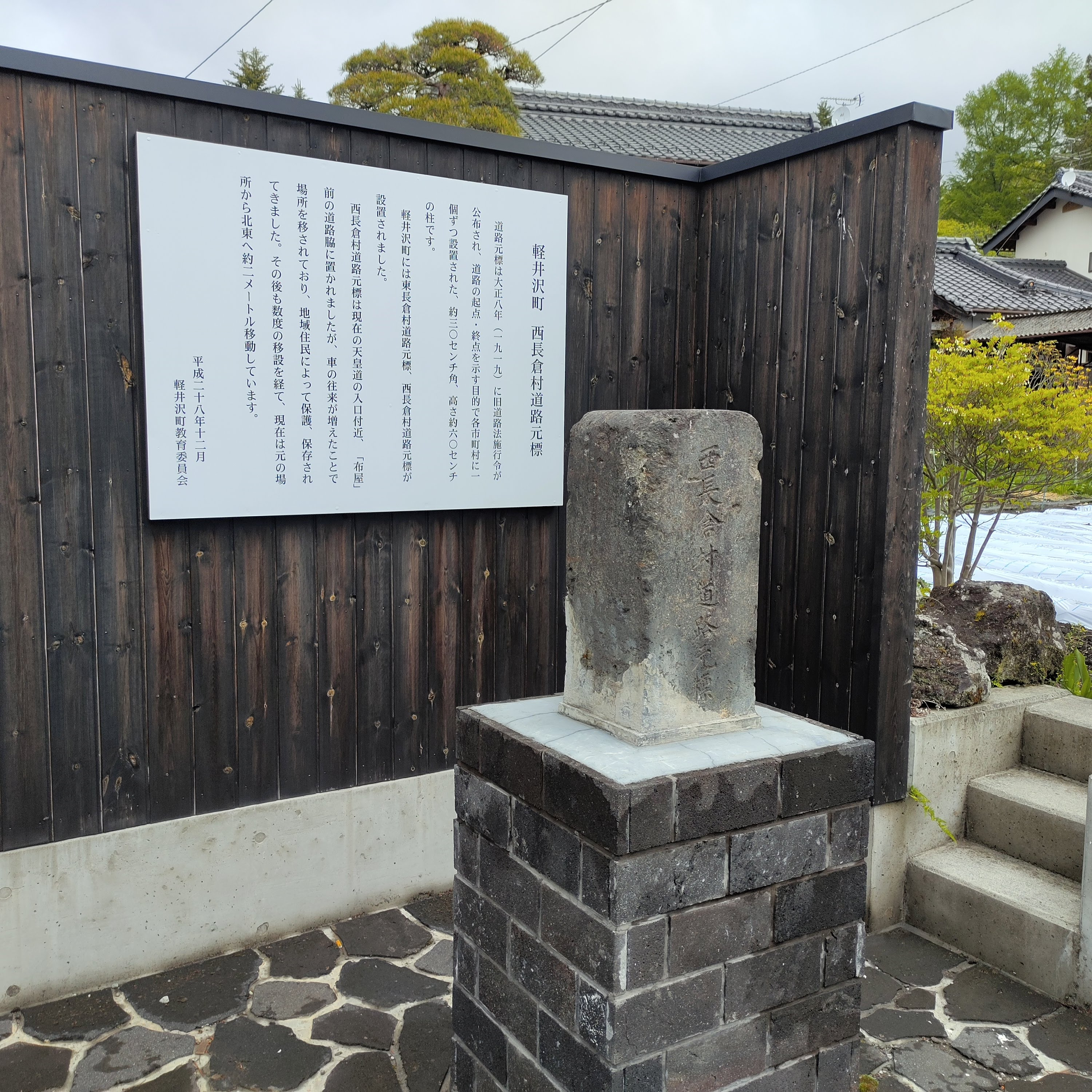
西長倉村道路元標

西長倉村道路元標-　大正11年12月1日の長野県告示第636号で、大字長倉字東屋敷4,756番地先と指定された。